# Torre Gongchen

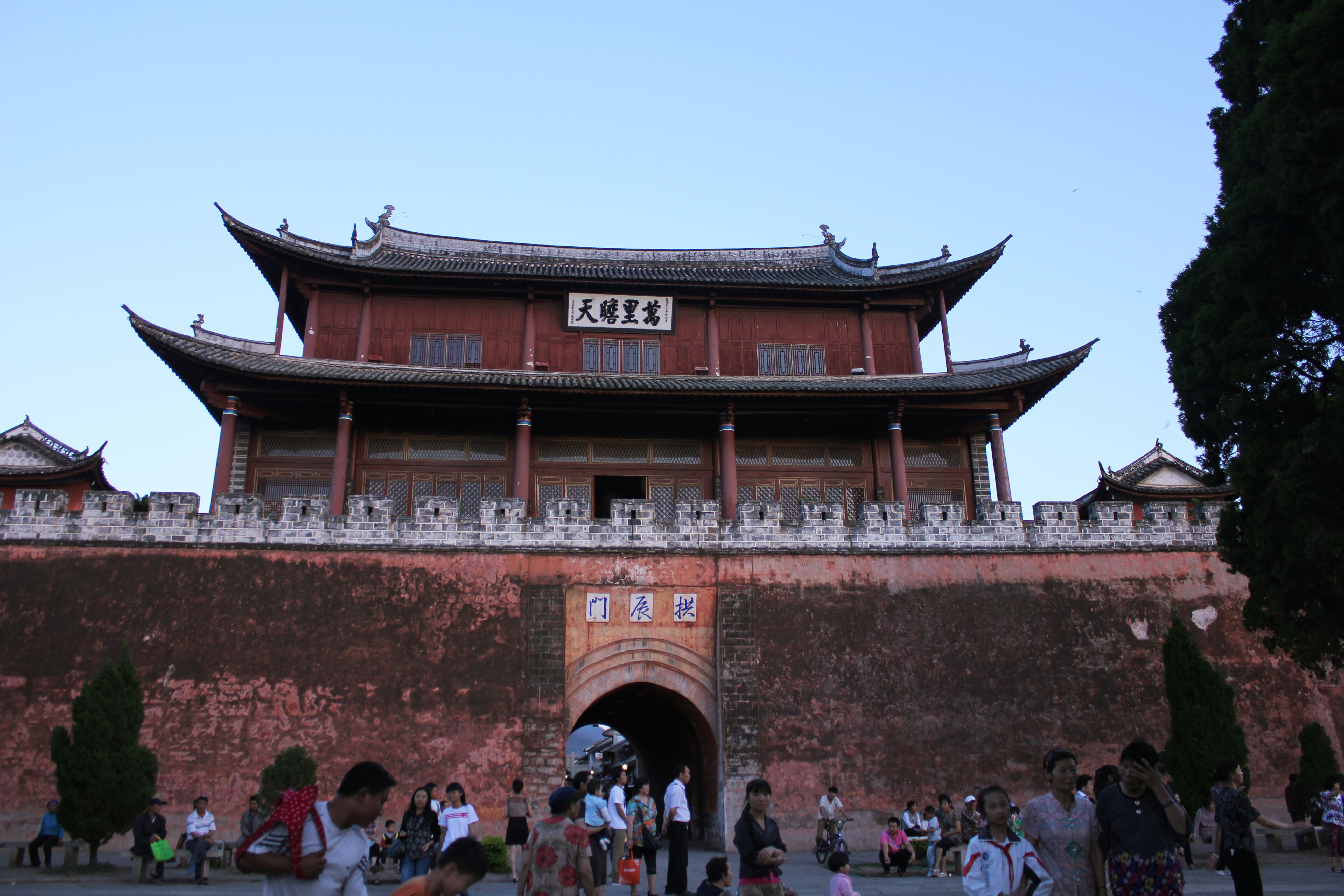
Torre Gongchen - torre de madera sobre la puerta norte de Gongchen

La Torre Gongchen (en chino simplificado, 拱辰楼; pinyin, Gǒngchén Lóu) era una torre de madera del siglo XIV construida encima de la  puerta Norte de Gongchen en la muralla de la ciudad de Nanzhao, el casco antiguo y asiento de Weishan Yi y el Condado autónomo Hui en la provincia China de Yunnan. Era una de las torres más antiguas y mejor conservadas de Yunnan y un símbolo de Weishan, antes de que fuese destruida por un incendio en 3 de enero de 2015.